# Sabine Wolf
Pour les articles homonymes, voir Wolf.
Sabine Wolf, née le 25 mai 1971 à Villingen, est une actrice allemande.

## Filmographie

### Actrice
- 1997 : S.O.S. Barracuda (série télévisée)
- 1995-1997 : Forsthaus Falkenau (de) (série télévisée) : Liane Gershoff
- 1997 : Kurklinik Rosenau (série télévisée) : Christine Mücke
- 1997 : Gräfin Sophia Hatun (court métrage)
- 1998 : Der Fahnder (série télévisée) : Nina Resch
- 2000 : Motocops (série télévisée) : doctoresse Claudia Jung
- 2000 : Blondine sucht Millionär fürs Leben (téléfilm) : Paula
- 2000 : Mister Boogie
- 2001 : Jetzt bin ich dran, Liebling! (téléfilm) : Kerstin
- 2002 : Der kleine Mönch (série télévisée) : Sandra
- 2004 : En quête de preuves (série télévisée) : Lena Bergmann
- 2004 : Love Hurts (téléfilm) : Ulla
- 2004 : Stefanie - Eine Frau startet durch (série télévisée) : doctoresse Charlotte Schindler
- 2005 : Bella Block (série télévisée)
- 2005 : Alles Atze (série télévisée) : Hanne
- 2006 : Die Wache (série télévisée) : Ines Klein
- 2006 : Neger, Neger, Schornsteinfeger (téléfilm) : Fräulein Eilert
- 2006 : Bettis Bescherung (téléfilm) : Heike
- 2007 : Tatort (série télévisée) : Karin Reichelt
- 2007 : Notruf Hafenkante (série télévisée) : Sybille Schäfer
- 2007 : Raging Inferno (téléfilm) : Gila
- 2008 : Der Mann an ihrer Seite (téléfilm) : Jacki
- 2009 : Behind the Dunes (court métrage)
- 2009 : Großstadtrevier (série télévisée) : Heike Schimmel
- 2009 : Rewind (court métrage) : Anna
- 2010 : Death by Suffocation (court métrage) : Ute
- 2010 : Stolberg (série télévisée) : Alida Becker
- 2010 : Danni Lowinski (série télévisée) : Sachbearbeiterin
- 2010 : Infin (court métrage) (voix)
- 2011 : Countdown - Die Jagd beginnt (série télévisée) : Ute Dresen
- 2011 : E.+U. (court métrage) : Elfriede
- 2013 : Deux Mères (Zwei Mütter) : Katja Maria Maisch
- 2010-2013 : SOKO Köln (série télévisée) : Claudia Kinzinger / Ulrike Fisser
- 2014 : Die Diagnosen der Frau Schwarz (court métrage) : Aura Reader
- 2016 : 24 Weeks : Katja

### Réalisatrice
- 2010 : Infin (court métrage)
- 2014 : Make me happy Cookie (court métrage)

### Scénariste
- 2010 : Infin (court métrage)
- 2014 : Make me happy Cookie (court métrage)

### Productrice
- 2010 : Infin (court métrage)
- 2014 : Make me happy Cookie (court métrage)